# Burgweiler (Ostrach)
Burgweiler ist eine von acht Ortschaften der baden-württembergischen Gemeinde Ostrach im Landkreis Sigmaringen in Deutschland.

## Geographie

### Geographische Lage
Burgweiler liegt rund 4,5 Kilometer südwestlich vom Hauptort Ostrach und grenzt an das Naturschutzgebiet Burgweiler-Pfrunger Ried.

### Ausdehnung des Gebiets
Die Gesamtfläche der Gemarkung Burgweiler umfasst 2.474 Hektar (Stand: 31. Dezember 2023).

### Gliederung
Zur Ortschaft Burgweiler gehören die Dörfer Burgweiler, Ochsenbach und Waldbeuren, die Weiler Egelreute, Hahnennest, Mettenbuch, Oberochsenbach, Ulzhausen und Zoznegg sowie die Höfe Freudenberg, Rothenbühl und Sturmberg.

## Geschichte
Bereits in vor- und frühgeschichtliche Zeit war das Gebiet um Burgweiler besiedelt. Um 1900 wurden bei Mettenbuch und Burgweiler römische Siedlungsspuren (Villa rustica) und eine Straßenstück einer Römerstraße neuaufgefunden, nachdem bereits in den 1840er Jahren eine nerotische Münze gefunden wurden. Die Siedlungsspuren wurden mit Mitteln des Fürsten von Fürstenberg ergraben und vom fürstenbergische Archivar Georg Tumbült beschrieben. Des Weiteren fanden sich bei Burgweilen alamannische Siedlungsspuren.
Waldbeuren wurde 1209/10 erstmals in den Akten des Klosters Salem urkundlich erwähnt. Ein Ulricius von Waldbeuren war Zeuge einer Rechtshandlung. Schätzungsweise besteht der Ort aber schon weitaus länger, seit dem 7. oder 8. Jahrhundert, was aufgrund der Namensgebung angenommen werden kann.
Im Jahr 1272 wurde Burgweiler, alter Besitz der Herren von Gundelfingen, sowie Güter bei Ostrach, Ochsenbach und Waldbeuern an das Kloster Salem verkauft. Die Pfarrei wurde 1324 Salem inkorporiert. 1637 kamen Burgweiler, Dichtenhausen und Ochsenbach durch Verkauf an die fürstenbergische Grafschaft Heiligenberg. Das Burgweiler Amt umfasste Burgweiler mit Rothenbühl, Dichtenhausen, Hahnennest, Mettenbuch, Ochsenbach mit Freudenberg, Ulzhausen und Zoznegg mit Sturmberg.
Das Amt kam 1806 zum Großherzogtum Baden und gehörte ab 1936 zum Landkreis Überlingen.
Im Jahr 1924 wurde die seinerzeit selbstständige Gemeinde Waldbeuren in freiwilligem Zwang nach Burgweiler eingemeindet.
Während des Zweiten Weltkriegs wurden in Burgweiler Personenzüge bombardiert und beschossen.
Bereits am 1. Januar 1969 wurde die frühere badische Exklave Dichtenhausen von Burgweiler nach Ostrach (Landkreis Sigmaringen) umgemeindet. Im Zuge der Kreisreform vom 1. Januar 1973 kam Burgweiler zum Landkreis Sigmaringen.
Im Zuge der Gebietsreform in Baden-Württemberg schlossen sich am 1. Januar 1975 Ostrach, Burgweiler (mit Hahnennest, Mettenbuch, Ochsenbach, Oberochsenbach, Zoznegg, Waldbeuren, Ulzhausen, Egelreute) und Kalkreute zur neuen Gemeinde Ostrach zusammen.

### Einwohner
In der Ortschaft leben 1.005 Einwohner (Stand: 31. Dezember 2023).

## Politik

### Ortsvorsteher
Ortsvorsteher von Burgweiler ist Matthias Seitz, er wurde 2019 gewählt (Stand: April 2022).

### Wappen
Das ehemalige Gemeindewappen von Burgweiler zeigt auf silbernem Grund einen kreisförmig gebogenen grünen Lindenzweig mit fünf Blättern.

## Kultur und Sehenswürdigkeiten

### Bauwerke

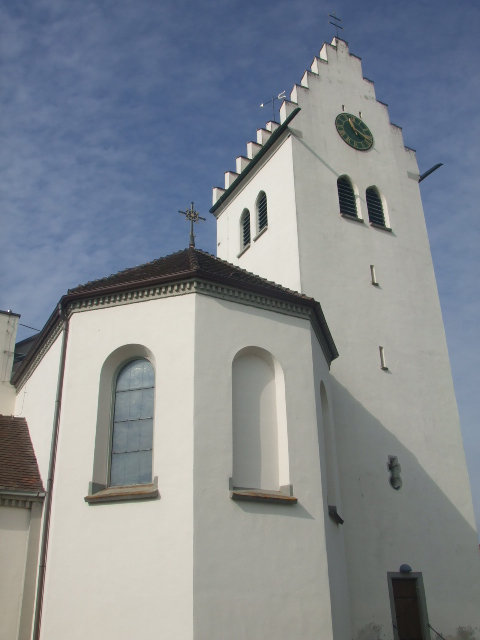
Pfarrkirche St. Blasius in Burgweiler

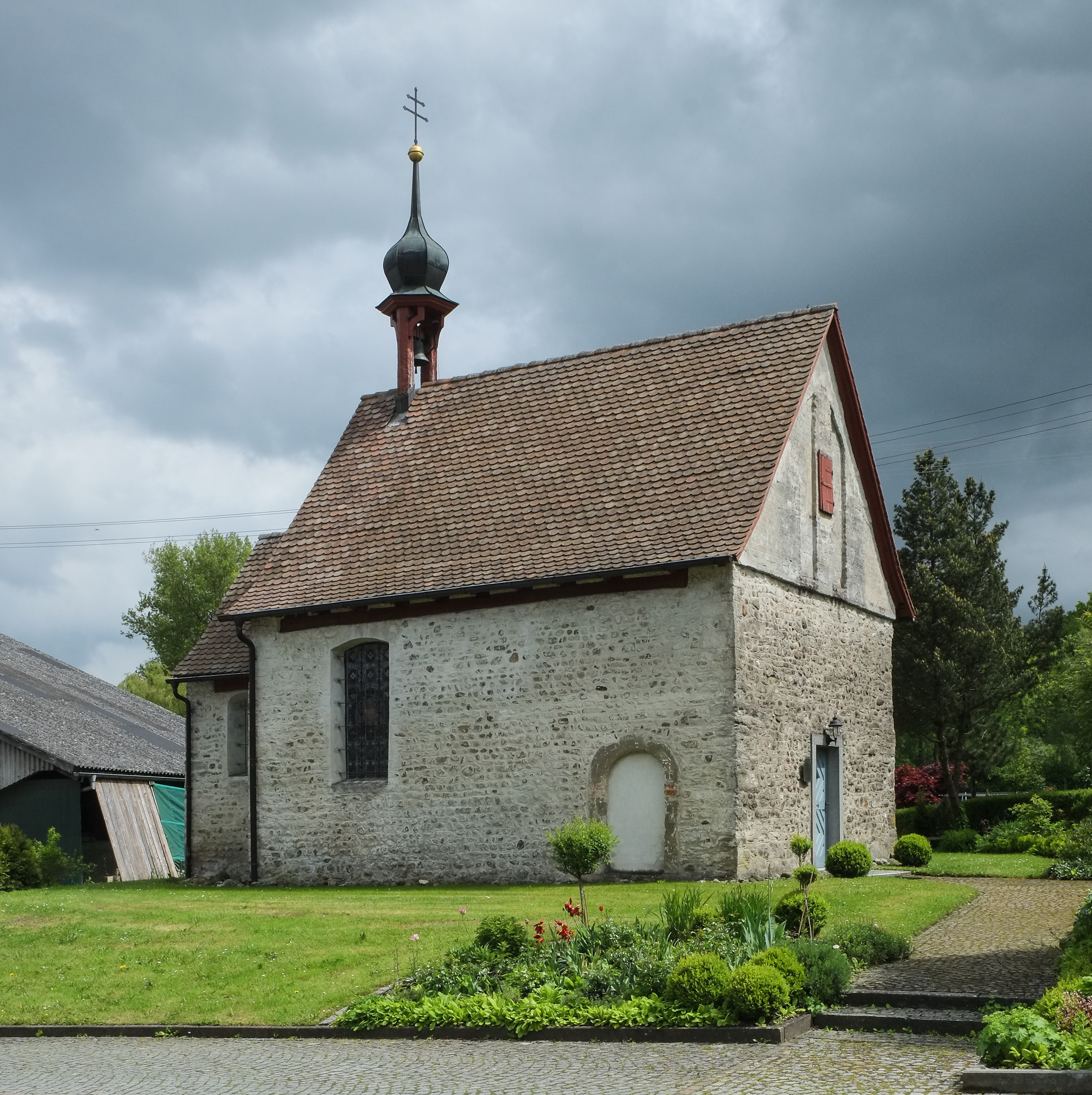
Mauritiuskapelle in Waldbeuren

- Rund 500 Meter östlich von Burgweiler stand auf einer Erhebung eine aus der Mitte des 11. Jahrhunderts stammende Burg, die heute so genannte Burg bei Burgweiler. Außer dem Turmhügel und den aufgefüllten Gräben erinnert nichts mehr an die einstige Burganlage. Seine Erbauer waren die Edlen zu Wilare (Weiler). Spätere Besitzer waren die Freiherren zu Gundelfingen. Seit 1969 pflegt und nutzt der Musikverein Burgweiler den Burghügel. Traditionell einmal jährlich findet dort das so genannte Burgfest statt.
- Die Katholische Pfarrkirche St. Blasius wurde im Jahr 1883 umgebaut. Hierbei wurde die romanische Krypta aus dem 10. Jahrhundert in den Bau miteinbezogen. Die 2×3 Gratgewölbe ruhen auf kurzen, schwach verjüngten Würfel-Pfeilern mit schweren abgestützten Kapitellen. Der ebenfalls romanische Turm hat eine viereckige Form und trägt Schießscharten. Er diente als Befestigung und Wehrturm. Der Innenraum der Pfarrkirche zeigt sich heute dreischiffig.[19][20]
- Die Vereinsscheuer ist eine 1874 erbaute Scheune die 2011 als Treffpunkt für jung und alt eingeweiht wurde.[21]

Waldbeuren
- Die Alte Mühle wurde 1501 erbaut und anfangs als Säge-, Leinöl- und Getreidemühle genutzt. Heute ist sie ein Gasthaus mit Hotelbetrieb.[13]
- Die Kapelle St. Mauritius ist eine der ältesten des Linzgaus; sie wurde zu romanischer Zeit erbaut und zeichnet sich durch ihre wertvollen Wandfresken aus.[13][22]
- Zudem gibt es eine seit 1840 bestehende Huf- und Wagenschmiede.[11]

### Museen
- Grenzsteinmuseum Ostrach

### Regelmäßige Veranstaltungen
- In Burgweiler wird am Funkensonntag ein Funkenfeuer entzündet und eine Strohhexe verbrannt.
- Das Burgfest auf der ehemaligen Burg wird vom Musikverein Burgweiler jährlich im Juli gefeiert

## Wirtschaft und Infrastruktur

### Bildung
Burgweiler verfügt über einen Kindergarten, die Grundschule wurde wegen zu geringer Schülerzahlen geschlossen.

### Verkehr

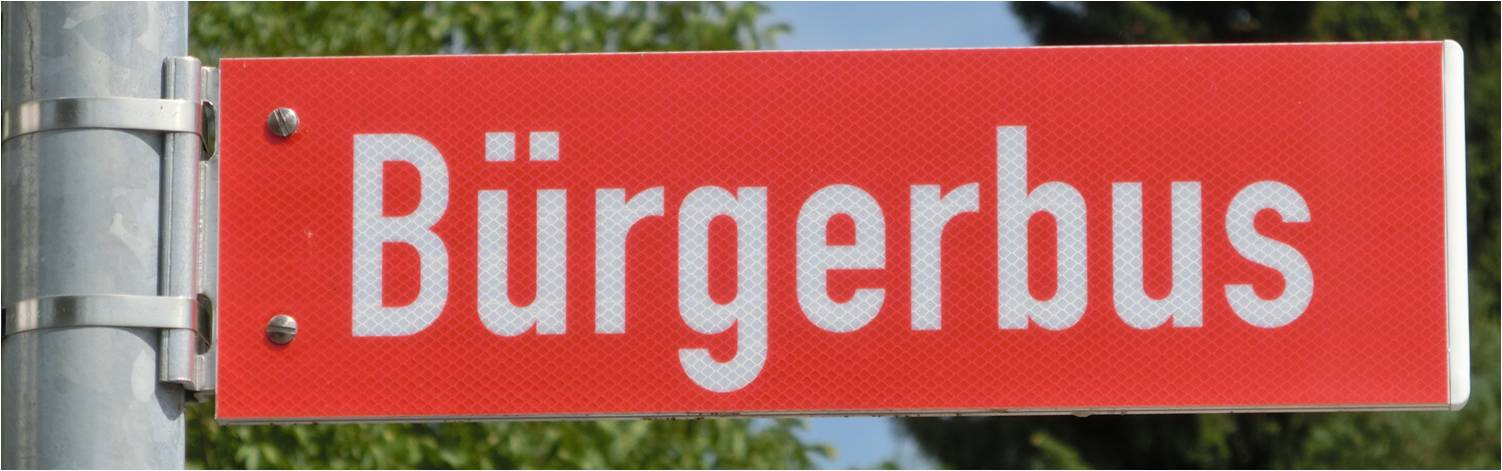
Haltestelle „Bürgerbus“

Der Ostracher Bürgerbus ergänzt den öffentlichen Nahverkehr und verbessert unter anderem die Mobilität von Menschen mit Behinderungen. An drei Tagen in der Woche fährt der Bus nach einem festen Plan zwischen der Ostracher Ortsmitte und Dichtenhausen, Spöck, Kalkreute, Ochsenbach, Waldbeuren sowie Burgweiler. Der Bürgerbus wird von der Gemeinde Ostrach finanziert und vom Bürgerbus-Verein sowie ehrenamtlichen Fahrern und Helfern betrieben.